# Heřmánky (Libavá)
Heřmánky (deutsch Hermsdorf) ist eine Wüstung im Okres Olomouc nordwestlich von Potštát auf dem Gebiet des Truppenübungsplatzes Libavá in Tschechien. 

## Geographie
Das Dorf lag in 550 Meter Höhe in der Talmulde des Hermsdorfer Baches südwestlich des Ziegenhalsberges (583 m) im Odergebirge.

## Geschichte
Um das Jahr 1258 warb ein Lokator namens Hermann thüringische und sächsische Ansiedler an, die mit ihm Heřmánky gründeten. Das Dorf verwüstete mehrfach. 1357/58 herrschte die Pest, 1429 brandschatzten Hussiteneinfälle den Ort, von 1480 bis 1490 litt der Ort an einer großen Anzahl Sterbefälle. 1536 war Hermsdorf lutherisch, im Jahre 1582 abermals eine Wüstung. Bürger aus Bodenstadt pachten in diesem Jahr die verödeten Äcker und Wiesen des Dorfes. 
Nach dem Münchner Abkommen wurde Hermsdorf dem Deutschen Reich zugeschlagen und gehörte bis 1945 zum Landkreis Bärn. Im Jahr 1939 hatte der Ort laut Volkszählung 143 Einwohner. 
1946 wurde die größtenteils deutschsprachige Bevölkerung geschlossen vertrieben und die Gemeindeflur wurde Teil des Truppenübungsplatzes Libavá.